# Скрити числа
„Скрити числа“ (на английски: Hidden Figures) е американска биографична драма от 2016 г. на режисьора Тиодор Мелфи, който е съсценарист със Алисън Шрьодер, който е свободно базиран на едноименната книга от 2016 г., написан от Марго Лий Шетърли., и участват Тараджи Хенсън, Октавия Спенсър, Джанел Монае, Кевин Костнър, Кирстен Дънст, Джим Парсънс, Махершала Али, Алдис Ходж и Глен Пауъл.
Снимките започват през март 2016 г. в Атланта, Джорджия и приключват през май 2016 г. Премиерата на филма е в Съединените щати на 25 декември 2016 г. от „Туентиът Сенчъри Фокс“.